# Acadèmia de Ciències Mèdiques Militars
L'Acadèmia de Ciències Mèdiques Militars de l'Acadèmia de Ciències Militars de l'Exèrcit Popular d'Alliberament (en xinès: 中国人民解放军 军事 科学院 军事 医学 研究院) és un institut xinès d'investigació mèdica militar. Es va establir a Xangai el 1951. Amb seu a Pequín des del 1958.
A l'octubre de 2011, la droga "Àguila nocturna", desenvolupada per ajudar els soldats a fer front a la privació del son durant les missions, es va donar a conèixer en una exposició amb motiu del 60è aniversari de l'institut.
El desembre de 2014, el govern xinès va anunciar que l'Acadèmia de Ciències Mèdiques Militars havia desenvolupat vacuna candidata contra el virus de l'Ebola que havia estat aprovada per a assajos clínics.